# Volksgazet

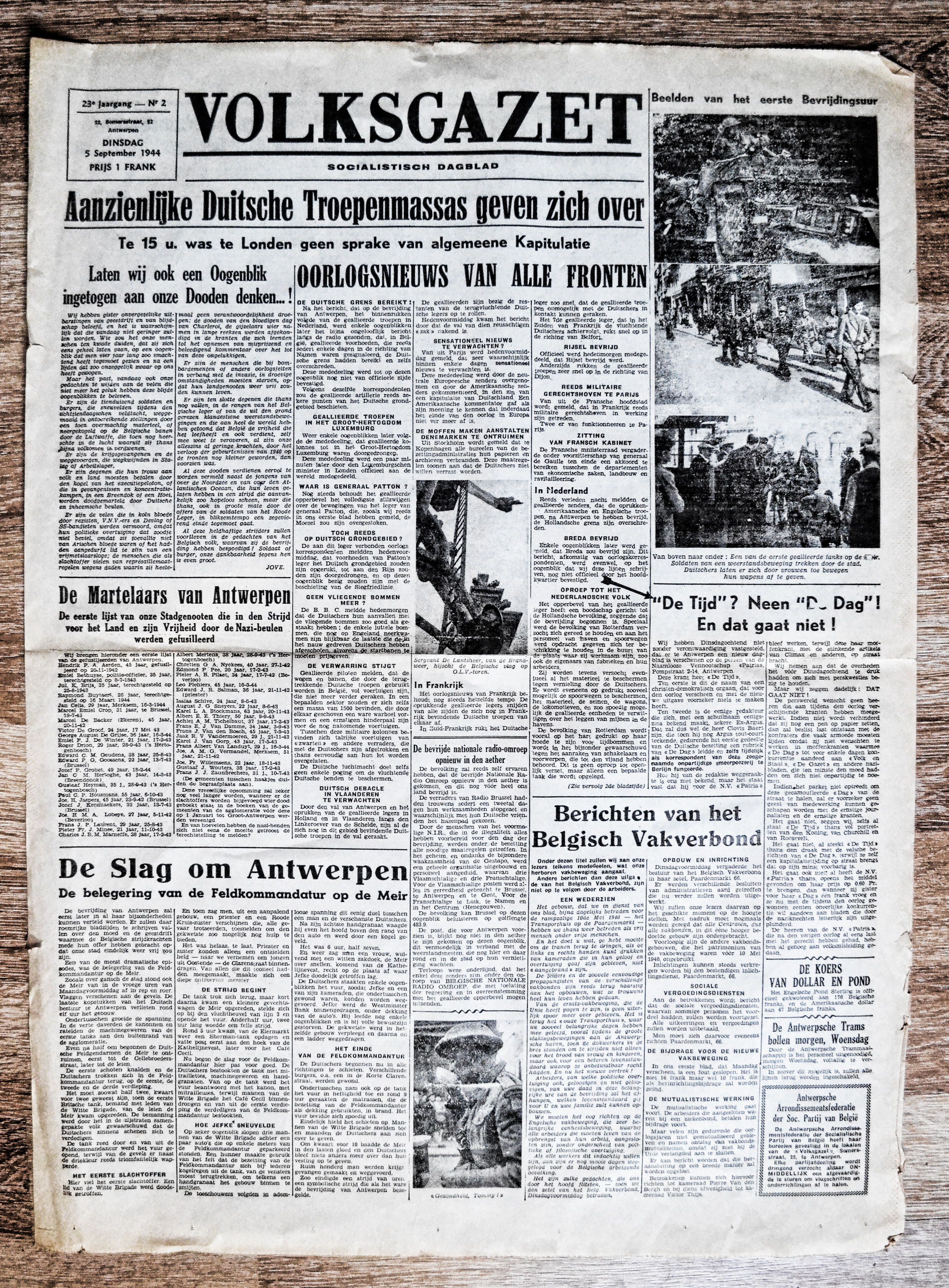
Voorpagina Vlaams socialistisch dagblad De Volksgazet 5 september 1944.

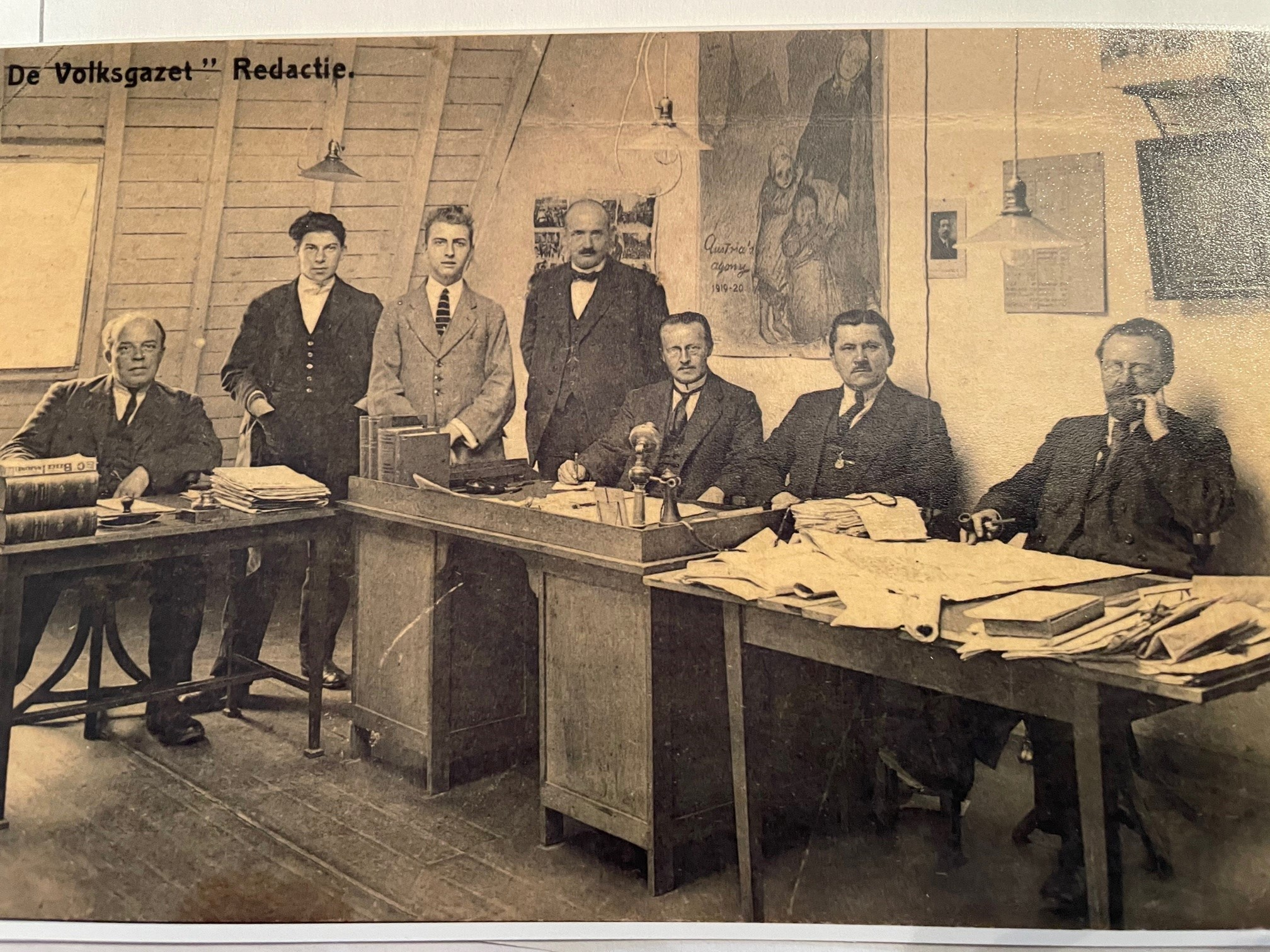
De redactie van de volksgazet circa 1920

De Volksgazet is een voormalig Belgisch socialistisch dagblad in de Nederlandse taal.

## Geschiedenis
De krant, aanvankelijk uitgebracht onder de titel De Volksgazet, werd opgericht in 1914 door Camille Huysmans en Willem Eekelers. Het dagblad werd uitgegeven door Uitgeverij Ontwikkeling en gedrukt bij Excelsior in Antwerpen. De krant was ontstaan uit een fusie tussen De Werker en Volkstribuun.
Tijdens de Eerste Wereldoorlog werd de krant niet gedrukt, in de Tweede Wereldoorlog werd op de De Volksgazet-drukpersen Volk en Staat gedrukt. Op 4 september 1944 verscheen vervolgens het bevrijdingsnummer van de krant. Na de oorlog werd de titel aangepast naar Volksgazet en had het dagblad een oplage van 150.000 exemplaren, maar daarna daalde dit. Tussen 1944 en 1977 ontwikkelde de krant zich onder Jos Van Eynde een partijgebonden krant, gelieerd aan de Belgische Werkliedenpartij (BWP), vanaf 1945 de Belgische Socialistische Partij (BSP).
Met de Vooruit werd afgesproken dat Volksgazet in de provincies Antwerpen, Brabant en Limburg zou worden verspreid. en Vooruit in de provincies Oost- en West-Vlaanderen. De Volksgazet werd op 17 juli 1978 voor het laatst uitgegeven, waarna later op die dag de uitgeverij failliet ging. Vervolgens kwam het tot een fusie met Vooruit, dit leidde tot de oprichting van De Morgen.
Bekende strips die verschenen in de krant waren Mickey Mouse en de avonturen van 'soldaat Fa Sido'.

## Structuur

### Redactie
| Tijdspanne  | Hoofdredacteur   |
| ----------- | ---------------- |
| 1914        | Edward Preumont  |
|             |                  |
| 1918 - 1940 | Camille Huysmans |
|             |                  |
| 1944 - 1978 | Jos Van Eynde    |
| 1978        | François Geudens |

### Oplage
| jaar | Oplage      |
| ---- | ----------- |
| 1914 | ca. 13.900  |
| 1920 | ca. 28.000  |
| 1934 | ca. 44.000  |
| 1944 | ca. 125.000 |
| 1946 | ca. 136.000 |
| 1950 | ca. 150.000 |
| 1962 | ca. 100.000 |
| 1978 | ca. 48.000  |

## Bekende medewerkers
- Désiré Bouchery
- Lode Craeybeckx
- Emmanuel de Bom
- Frans Detiège
- Willem Eekelers
- Josephina Esterbecq
- François Geudens
- Albert van Hoogenbemt

- Camille Huysmans
- Jan Luys[3]
- Christ Mahlman[4]
- Corneel Meyers[5]
- Florent Mielants sr.[6]
- Firmin Mortier[7]
- Joris Oosterwijck[8]

- Edward Preumont
- Jan Samyn
- Rik Senten
- Mark Tralbaut
- Jos Van Eynde
- Albert van Laar
- Herman Vos
- Lode Zielens